# U-590
| U-590                      | U-590                                                          | U-590                                                          |
| -------------------------- | -------------------------------------------------------------- | -------------------------------------------------------------- |
|                            |                                                                |                                                                |
|                            |                                                                |                                                                |
|                            |                                                                |                                                                |
| Під прапором               | Третій рейх                                                    | Третій рейх                                                    |
| Спуск на воду              | 6 серпня 1941 року                                             | 6 серпня 1941 року                                             |
| Виведений зі складу флоту  | 9 липня 1943 року                                              | 9 липня 1943 року                                              |
| Сучасний статус            | затоплений                                                     | затоплений                                                     |
| Проєкт                     |                                                                |                                                                |
| Тип ПЧ                     | Торпедний ДПЧ                                                  | Торпедний ДПЧ                                                  |
| Основні характеристики     |                                                                |                                                                |
| Швидкість (надводна)       | 17,7 вузлів                                                    | 17,7 вузлів                                                    |
| Швидкість (підводна)       | 7,6 вузлів                                                     | 7,6 вузлів                                                     |
| Робоча глибина занурення   | 100 м                                                          | 100 м                                                          |
| Гранична глибина занурення | 220 м                                                          | 220 м                                                          |
| Екіпаж                     | 44 осіб                                                        | 44 осіб                                                        |
| Розміри                    |                                                                |                                                                |
| Довжина найбільша (по КВЛ) | 67,1 м                                                         | 67,1 м                                                         |
| Ширина корпусу найб.       | 6,2 м                                                          | 6,2 м                                                          |
| Висота                     | 9,6 м                                                          | 9,6 м                                                          |
| Середня осадка (по КВЛ)    | 4,70 м                                                         | 4,70 м                                                         |
| Водотоннажність надводна   | 769 т                                                          | 769 т                                                          |
| Озброєння                  |                                                                |                                                                |
| Артилерія                  | одна палубна гармата калібру 88-мм, одна 20-мм зенітна гармата | одна палубна гармата калібру 88-мм, одна 20-мм зенітна гармата |
| Торпедно- мінне озброєння  | 4 носових і один кормовий ТА. 14 торпед                        | 4 носових і один кормовий ТА. 14 торпед                        |

U-590 — німецький підводний човен типу VIIC, часів  Другої світової війни.
Замовлення на будівництво човна було віддане 16 січня 1940 року. Човен був закладений на верфі суднобудівної компанії «Blohm & Voss», у Гамбургу 31 жовтня 1940 року під заводським номером 566, спущений на воду 6 серпня 1941 року, 2 жовтня 1941 року увійшов до складу 6-ї флотилії.
Човен зробив 5 бойових походів, в яких потопив 1 та пошкодив 1 судно.
Потоплений 9 липня 1943 року у Атлантичному океані біля берегів Бразилії (03°22′ пн. ш. 48°38′ зх. д. / 3.367° пн. ш. 48.633° зх. д.) глибинними бомбами американського летючого човна «Каталін». Всі 45 членів екіпажу загинули.

## Командири
- Капітан-лейтенант Генріх Мюллер-Едцардс (2 жовтня 1941 — 7 червня 1943)
- Оберлейтенант-цур-зее резерву Вернер Крюер (8 червня — 9 липня 1943)

## Потоплені та пошкоджені кораблі[3]
| Назва            | Тип            | Належність      | Дата            | Тоннаж (БРТ) | Вантаж                                                                              | Статус     | Місце                                                       |
| Jamaica Producer | вантажне судно | Велика Британія | 11 березня 1943 | 5 464        | Генеральний вантаж та пошта                                                         | пошкоджено | 51°14′ пн. ш. 29°18′ зх. д. / 51.233° пн. ш. 29.300° зх. д. |
| Pelotaslóide     | вантажне судно | Бразилія        | 4 липня 1943    | 5 228        | 6000 т вугілля та 400 т військового майна включаючи авіаційні двигуни та запчастини | потоплено  | 0°24′ пд. ш. 47°36′ зх. д. / 0.400° пд. ш. 47.600° зх. д.   |